# انریکو فری
انریکو فری (به ایتالیایی: Enrico Ferri) (زاده ۲۵ فوریه ۱۸۵۶ در لومباردی - ۱۲ آوریل ۱۹۲۹) جرم‌شناس و سیاست‌مدار سوسیالیست اهل ایتالیا بود. فری شاگرد سزار لومبروزو و از پایه‌گذاران مکتب جرم‌شناسی پوزیتویستی بود. وی بر تأثیر عوامل اجتماعی و محیطی بر وقوع جرم تأکید داشت و کتاب جامعه‌شناسی جنایی را در سال ۱۸۸۴ نوشت. فری در این کتاب پدیده مجرمانه را ترکیبی از عوامل درونی و برونی، و فردی و اجتماعی توصیف کرده و نشان داد که تغییرات محیطی مانند قحطی، سیل، انقلاب‌ها و ... همواره تغییراتی را در میزان شیوع جرایم مختلف موجب می‌شوند.
فری در سال ۱۸۸۶ به نمایندگی در پارلمان ایتالیا انتخاب شد. در سال ۱۸۹۳ به حزب سوسیالیست ایتالیا پیوست و سردبیری نشریه رسمی این حزب آوانته را برعهده داشت. آثار او منبع اصلی تنظیم قانون مجازات آرژانتین در سال ۱۹۲۱ بود.